# Функция Доусона

Функция Доусона, вблизи начала координат

Функция Доусона, вблизи начала координат

В математике функция Доусона, или интеграл Доусона (названная по имени Генри Гордона Доусона) — неэлементарная функция действительного переменного:
{\displaystyle F(x)=e^{-x^{2}}\int _{0}^{x}e^{t^{2}}\,dt.}

## Свойства
Общие свойства
- Нечётная функция: {\displaystyle F(-x)=-F(x)}.
- Производная: {\displaystyle {\frac {d}{dx}}F(x)=1-2xF(x)}.
- Неопределённый интеграл: {\displaystyle \int F(x)\,dx={\frac {1}{2}}x^{2}{}_{2}F_{2}\left(1,1;{\frac {3}{2}},2;-x^{2}\right)}, где {\displaystyle {}_{2}F_{2}\left(a,b;c,d;z\right)} - обобщённая гипергеометрическая функция.
- Является дробной производной обратной экспоненты: {\displaystyle D^{-1/2}e^{-x}={\frac {2}{\sqrt {\pi }}}F({\sqrt {x}})}.
- Имеет максимум в точке, являющейся решением уравнения {\displaystyle 1-{\sqrt {\pi }}e^{-x^{2}}x\,\mathrm {erfi} (x)=0}: {\displaystyle F(0,9241388730)=0,541044246}. Дроби задаются последовательностями цифр последовательность 133841 в OEIS и последовательность 133842 в OEIS.
- Имеет точку перегиба: {\displaystyle F(1,5019752683)=0,4276866160} (последовательность 133843 в OEIS).
- Раскладывается в цепные дроби:

{\displaystyle F(z)={\cfrac {1}{1+{\cfrac {2z^{2}}{3-{\cfrac {4z^{2}}{5+{\cfrac {6z^{2}}{7-{\cfrac {8z^{2}}{9+\cdots }}}}}}}}}}}
{\displaystyle F(z)={\cfrac {z}{1+2z^{2}-{\cfrac {4z^{2}}{3+2z^{2}-{\cfrac {8z^{2}}{5+2z^{2}-{\cfrac {12z^{2}}{7+2z^{2}-\cdots }}}}}}}}}
Функция ошибок
Функция Доусона тесно связана с интегралом ошибок erf:
{\displaystyle F(x)={{\sqrt {\pi }} \over 2}e^{-x^{2}}\mathrm {erfi} (x)=-{i{\sqrt {\pi }} \over 2}e^{-x^{2}}\mathrm {erf} (ix)}
где erfi является мнимой частью функции ошибок, erfi(x) = −i erf(ix).
Асимптотика
Для |x|, близких к нулю, F(x) ≈ x,
а для |x| больших, F(x) ≈ 1/(2x).
Более точно, вблизи начала координат имеет место разложение в ряд:
{\displaystyle F(x)=\sum _{k=0}^{\infty }{\frac {(-1)^{k}\,2^{k}}{(2k+1)!!}}\,x^{2k+1}=x-{\frac {2}{3}}x^{3}+{\frac {4}{15}}x^{5}-\cdots }
{\displaystyle F(x)=\sum _{n=0}^{+\infty }{\frac {(-2)^{n}}{1\cdot 3\cdot 5\cdots (2n+1)}}\,x^{2n+1}=x-{\frac {2}{3}}x^{3}+{\frac {4}{15}}x^{5}-\dots }
(этот степенной ряд сходится при всех x) и, около {\displaystyle +\infty }, имеется асимптотическое разложение:
{\displaystyle F(x)={\frac {1}{2x}}+{\frac {1}{4x^{3}}}+{\frac {3}{8x^{5}}}+\dots +{\frac {1\cdot 3\cdot 5\cdots (2n-1)}{2^{n+1}x^{2n+1}}}+o(x^{-2n-2})}
(которое, напротив, для всех x представляет собой расходящийся ряд).
Альтернативное определение
F(x) удовлетворяет обыкновенному дифференциальному уравнению
{\displaystyle {\frac {dF}{dx}}+2xF=1}
с начальным условием F (0) = 0.

## Обобщения
Иногда используют другое обозначение для функции Доусона: {\displaystyle D_{+}(x)=e^{-x^{2}}\int _{0}^{x}e^{t^{2}}\,dt}, тогда вводят "симметричную" её в нотации: {\displaystyle D_{-}(x)=e^{x^{2}}\int _{0}^{x}e^{-t^{2}}\,dt} ; в таких обозначениях:
{\displaystyle D_{+}(x)={{\sqrt {\pi }} \over 2}e^{-x^{2}}\mathrm {erfi} (x)} и
{\displaystyle D_{-}(x)={{\sqrt {\pi }} \over 2}e^{x^{2}}\mathrm {erf} (x)}.